# 道尾秀介
道尾秀介（1975年5月19日—，兵庫縣出生）是一名日本推理小說作家，其筆名取自著名作家都筑道夫（道夫和道尾的日語發音相同），秀介則是他的本名。

## 生涯
道尾秀介畢業於玉川大學，於出道前曾經當過推銷員，於2004年憑長篇小說《背之眼》正式出道，並獲得第五屆恐怖懸疑小說大獎特別獎，2006年作品《影子》亦獲得本格推理大獎，2009年憑烏鴉的拇指獲得日本推理作家協會獎，並首次入圍直木獎。他隨後分別憑《球體之蛇》、《鬼的足音》、《光媒之花》及《月亮與螃蟹》五次入圍直木獎，最終憑《月亮與螃蟹》獲得第144屆直木獎。

## 受賞與入圍經歷
- 2002年「手首から先」第9回日本恐怖小說大賞短篇賞候補
- 2004年『背之眼』第5回恐怖懸疑大賞特別賞受賞
- 2006年
  - 『向日葵不開的夏天』第6回本格推理大獎候補
  - 「流星製作法」（收錄於短篇集『花與流星』）第59回日本推理作家協會賞候補
- 2007年『影子』第7回本格推理大賞受賞
- 2008年『鼠男』第21回山本周五郎獎候補
- 2009年
  - 「野獸」（收錄於短篇集『鬼的足音』）第62回日本推理作家協會獎候補
  - 『烏鴉的拇指』第140回直木賞候補、第30回吉川英治文學新人獎候補、第62回日本推理作家協會獎受賞
  - 『鬼的足音』第141回直木賞候補、第22回山本周五郎賞候補
- 2010年
  - 『球體之蛇』第142回直木賞候補
  - 『龍神之雨』第12回大藪春彥獎受賞、第31回吉川英治文學新人賞候補
  - 『光媒之花』第23回山本周五郎賞受賞、第143回直木賞候補
- 2011年
  - 『月亮與螃蟹』第144回直木賞受賞

## 作品

### 真備庄介系列
以恐怖小說作家道尾秀介和「靈異現象探求所」所長真備庄介為登場人物的恐怖系列。
- 背之眼（背の眼，2005年1月 幻冬舎 / 2008年5月 皇冠文化）
- 骸之爪（骸の爪，2006年3月 幻冬舎 / 2008年11月 皇冠文化）
- 花與流星（花と流れ星，2009年8月 幻冬舎）
  - 流星製作法（流れ星のつくり方）
  - 莫格街的魔術（モルグ街の奇術）
  - 奧狄與德科（オディ&デコ）
  - 箱子中的獵鷹（箱の中の隼）
  - 花與冰（花と氷）

### 『烏鴉的拇指』系列
- 烏鴉的拇指/骗子家族 by rule of CROW's thumb（カラスの親指，2008年7月 講談社 / 2011年3月 新星出版社/ 2011年11月 皇冠文化 / 2023年 读客文化）
- 青蛙的小指 a murder of crows（カエルの小指，2019年10月 講談社）

### 『花』系列
- 光媒之花（光媒の花，2010年3月 集英社 / 2012年9月 獨步文化）
  - 鬼迷藏（隠れ鬼）
  - 送蟲（虫送り）
  - 冬之蝶（冬の蝶）
  - 春之蝶（春の蝶）
  - 風媒花
  - 遠方的光（遠い光）
- 鏡花（鏡の花，2013年9月 集英社）
  - 微風之道（やさしい風の道）
  - 嚴寒酷暑的針（つめたい夏の針）
  - 不消花的聲音（きえない花の声）
  - 回蕩海的月亮（たゆたう海の月）
  - 幽幽星的影子（かそけき星の影）
  - 鏡花（鏡の花）
- N（2021年10月 集英社 / 2023年11月 尖端出版 / 2024年 磨铁文化文治图书出品）
  - 沒有笑容的少女之死（笑わない少女の死）
  - 不會下墜的魔球和鳥（落ちない魔球と鳥）
  - 不能飛的雄蜂之謊言（飛べない雄蜂の噓）
  - 不能入睡的刑警和狗（眠らない刑事と犬）
  - 沒有名字的毒液和花（名のない毒液と花）
  - 不會消失的玻璃之星（消えない硝子の星）

### 『神』系列
- 龍神之雨（龍神の雨，2009年5月 新潮社 / 2012年4月 獨步文化）
- 風神之手（風神の手，2018年1月 朝日新聞出版 /  2020年12月 尖端出版 / 2024年 青岛出版社）
  - 心中花
  - 口笛鳥
  - 無常風
  - 待宵月
- 杀意的临界点（雷神，2021年5月 新潮社 / 2023年11月 读客（出品）北京日报出版社（出版））

### 『不可以』系列
- 不可以（いけない，2019年7月 文藝春秋 / 2021年7月 磨铁文化文治图书 / 2021年8月 皇冠文化）
  - 不可以看弓投崖（弓投げの崖を見てはいけない）
  - 不可以告訴別人那件事（その話を聞かせてはいけない）
  - 不可以發現畫的謎團（絵の謎に気づいてはいけない）
  - 不可以相信市街的和平（街の平和を信じてはいけない）
- 不可以Ⅱ消失的尸体 （いけないⅡ，2022年9月 文藝春秋 / 2023年 磨铁文化文治图书）
  - 明神の滝に祈ってはいけない
  - 首なし男を助けてはいけない
  - その映像を調べてはいけない
  - 祈りの声を繋いではいけない

### 非系列
作品都是獨立的，互不關連，沒有統一的主角。
因書名中含有對應的日本十二生肖，而被評論家戲稱為「干支系列」。屬於干支系列的有《獨眼猴》（申）、《所羅門之犬》（戌）、《鼠男》（子）、《烏鴉的拇指》（烏鴉=鳥，酉）、《龍神之雨》（辰）、《球體之蛇》（巳）、《鬼的足音》（丑、寅，鬼的形象在日本人心中是虎皮纏腰青面獠牙、頭有雙牛角的妖怪）。
- 向日葵不開的夏天（向日葵の咲かない夏，2005年11月 新潮社 / 2008年4月 獨步文化）
- 影子（シャドウ，2006年9月 東京創元社 / 2008年8月 獨步文化）
- 獨眼猴（片眼の猿，2007年2月 新潮社 / 2010年7月 獨步文化）
- 所羅門之犬（ソロモンの犬，2007年8月 文藝春秋 / 2010年5月 獨步文化）
- 鼠男（ラットマン，2008年1月 光文社 / 2010年11月 獨步文化）
- 鬼的足音（鬼の跫音，2009年1月 角川書店 / 2011年7月 獨步文化）
  - 鈴蟲（鈴虫）
  - 野獸（犭）
  - 宵狐（よいぎつね）
  - 盒中字（箱詰めの文字）
  - 冬之鬼（冬の鬼）
  - 惡意的臉（悪意の顔）
- 球體之蛇（球体の蛇，2009年11月 角川書店 / 2013年3月 獨步文化）
- 長廊【隨筆】（プロムナード【エッセイ】，2010年5月 ポプラ社）
- 月之戀人〜Moon Lovers〜（月の恋人〜Moon Lovers〜，2010年5月 新潮社 /  2012年5月 新雨）
- 月亮與螃蟹（月と蟹，2010年9月 文藝春秋 / 2012年12月 獨步文化）
- 喜鵲的四季（カササギたちの四季，2011年2月 光文社 /  2024年1月 春天出版國際）
  - 鵲之橋（鵲の橋）
  - 蜩之川（蜩の川）
  - 南之絆（南の絆）
  - 橘之寺（橘の寺）
- 水之棺材（水の柩，2011年10月 講談社）
- 光（2012年6月 光文社）
  - 夏之光（夏の光）
  - 女戀湖的人魚（女恋湖の人魚）
  - We Are 亞捫人（ウィ・ワァ・アンモナイツ）
  - 冬之光（冬の光）
  - 亞捫人Again（アンモナイツ・アゲイン）
  - 夢的入口和監禁（夢の入口と監禁）
  - 夢的路途和逃脫（夢の途中と脱出）
- Noel耶誕節（ノエル: a story of stories，2012年9月 新潮社 /  2021年4月 春天出版國際)
  - 光之箱（光の箱）
  - 暗處的孩子（暗がりの子供）
  - 故事的餘暉（物語の夕暮れ）
- 笑うハーレキン（2013年1月 中央公論新社）
- 貘の檻（2014年4月 新潮社）
- 透明變色龍（透明カメレオン，2015年1月 角川書店 /  2016年4月 臺灣角川）
- 葡萄球菌（スタフ staph，2016年7月 文藝春秋 / 2024年 青岛出版社）
- サーモン・キャッチャー the Novel（2016年11月 光文社）
- 満月の泥枕（2017年6月 毎日新聞出版）
- 萬能之鑰（スケルトン・キー The Skeleton Key，2018年7月 KADOKAWA  /  2019年10月 臺灣角川）
- 我聽得見（きこえる，2023年11月 講談社）
  - 聞こえる
  - ハリガネムシ
  - にんげん玉
  - 死者の耳

### 單行本未收錄、未刊行作品
- 扭曲的兒童（ゆがんだ子供，2007年8月『小说Subaru』）
- 喜歡雙關語的岳父的六個故事（駄洒落好きな義父の六つのネタ，『新潮手機文庫』）
- 寂靜潮（潮だまり，2009年11月『野性時代』）
- 靜物／Still Life（静物／Still Life，2011年1月『小説新潮』）
- 西瓜先生（すいかさん，2011年6月『怪談實話系6』）

## 媒體化作品

### 電影
- 烏鴉的拇指（2012年11月23日公開、製作公司：二十世紀福斯、監督：伊藤匡史、主演：阿部寛）

### 電視劇
- 月之戀人〜Moon Lovers〜（2010年5月10日-7月5日、共8集、富士電視台、主演：木村拓哉）
- 背之眼（2012年3月31日、BS日視、監督：小松隆志、主演：渡部篤郎）

### 廣播劇
- 光（2013年3月11日 - 3月22日、NHK-FM「青春Adventure」）

### 漫畫
- 背之眼1（畫作：小池野狐人，2009年1月 幻冬舎Comics）
- 背之眼2（畫作：小池野狐人，2009年7月 幻冬舎Comics）
- 背之眼3（畫作：小池野狐人，2010年1月 幻冬舎Comics）
- 光媒之花1（畫作：齊藤倫，2012年3月 集英社）
  - 鬼迷藏（初出：集英社『Cookie』2011年9月號）
  - 送蟲（初出：集英社『Cookie』2011年12月號）
- 光媒之花2（畫作：齊藤倫，2012年11月 集英社）
  - 冬之蝶（初出：集英社『Cookie』2012年4月號）
  - 春之蝶（初出：集英社『Cookie』2012年7月號）
- 光媒之花3（畫作：齊藤倫，2013年7月 集英社）	
  - 風媒花（初出：集英社『Cookie』2012年11月號）
  - 遠方的光（初出：集英社『Cookie』2013年3月號）